# Alessandra Zucchelli
Alessandra Zucchelli (Riva del Garda, 4 agosto 1968) è un'ex cestista italiana.

## Carriera
Guardia di 178 cm, ha giocato in Serie A1 con Vicenza, Priolo Gargallo e Bolzano.